# 陶安
陶 安（とう あん、生年不詳 - 1368年）は、元末明初の官僚・儒学者。字は主敬。本貫は太平州当塗県。

## 生涯
若くして聡明で、広く経書や史書を渉猟し、『易経』を最も得意とした。元の至正初年、江浙郷試に及第して、明道書院山長に任じられた。元末の乱を避けて家に引きこもった。1355年（至正15年）、朱元璋が太平を奪取すると、陶安は老儒者の李習とともに父老を率いて出迎えた。朱元璋と語り合い、金陵の奪取を勧めた。その幕府に留められて、左司員外郎に任じられた。
1356年（至正16年）、陶安は朱元璋に従って集慶に入り、郎中に進んだ。朱元璋が劉基・宋濂・章溢・葉琛を招くと、陶安は「臣は謀略で劉基に及ばず、学問で宋濂に及ばず、治民の才で章溢・葉琛に及びません」と評した。朱元璋が黄州を占領すると、陶安は黄州知州とされた。租税をゆるめ、徭役を省き、民衆の負担を軽減した。事件に連座して桐城知県に左遷され、饒州知州に移された。陳友定が州城を攻撃すると、陶安は饒州の官吏や民衆を説得して城に籠城し、固く守った。援軍がやってくると、陳友定は敗れて撤退した。諸将は陳友定に従った民衆を皆殺しにしようとしたが、陶安は許さなかった。朱元璋は詩を賜って褒めたたえ、饒州の州民は生祠を建てて奉仕した。
1367年、初めて翰林院が置かれると、陶安は最初に翰林学士とされた。朱元璋が儒者たちを召し出して礼を議論させると、陶安は総裁官とされた。ほどなく李善長・劉基・周禎・滕毅・銭用壬らとともに律令を策定した。
1368年（洪武元年）、知制誥に任じられ、修国史を兼ねた。洪武帝（朱元璋）が東閣に出たとき、陶安は章溢らとともに元の興亡の本末を論じて、喪乱の源は驕りと奢侈にあると述べた。また学術を論じて、邪説は道を損なうと説いた。御史が陶安に隠された罪があると告発し、洪武帝が「安寧がここにあって、どうやって知に従えようか」と詰問すると、陶安は「これを道路に聞かん」と答えた。洪武帝は激怒し、陶安は降格された。
4月、江西行省参政に任じられた。陶安は固辞したが、洪武帝は許さず、着任して治績を挙げた。同年9月、突然の病のため在官のまま死去した。姑孰郡公に追封された。

## 子女
陶安の子の陶晟は洪武年間に浙江按察使となり、収賄の罪で処刑された。その兄の陶昱も連座して死んだ。その家族40人あまりは軍に徴発されて、後に全員死亡した。兵部は再び陶晟の家から兵員を補充しようとしたが、陶安の後妻の陳氏が宮殿を訪れて訴え、洪武帝は陶安の功績に鑑みて、陶家を兵籍から除いた。